# Bleizi Ruz
Bleizi Ruz (рус. Красные волки) — ансамбль из Франции исполняющий бретонскую народную музыку на танцевальных вечеринках фест-ноз (брет. fest-noz). Группа занимается распространением бретонской культуры по всей Европе и США.

## История
Группа Bleizi Ruz была основана в 1973 году в Бресте, департамент Финистер, Пьером Фурелем (фр. Pierre Fourel) и Эриком Лёрзу (фр. Éric Liorzou), позднее к ним присоединился Лоик ле Борне (фр. Loïc Le Borgne). Группа выиграла в том же году в Кан-ар-Бобле (брет. Kan ar Bobl) — конкурсе национальной бретонской музыки.
Для празднования своего двадцатилетия группа придумала шоу Hent Jakez названного лучшим традиционным представлением в 1993 году. В 1998 году на двадцать пятую годовщину собралось более двухсот артистов и более пяти тысяч простых зрителей.
К концу 90-х группа состояла из Эрика Лёрзу (гитара, мандола, вокал, аранжировки), Лоика ле Борне (аккордеон, вокал), Бернара Квиллена (фр. Bernard Quillien, свисток, вокал, гайта (испанская волынка), бомбарда), Тьерри Деклу (фр. Thierry Decloux, баc), Дэвида Хопкинса (фр. David Hopkins, перкуссия, вокал). Гаэль Николь (фр. Gaël Nicol), экс-участник бретонской фольк-группы Ar Re Yaouank, играет на биниу-коз (бретонская волынка) и бомбарде с 1998 года. В общей сложности участие в группе принимали тридцать музыкантов, в том числе гитаристы Жак Пеллен (фр. Jacques Pellen) и Бруно Нэве (фр. Bruno Nevez).
В 2001 году присоединились новые музыканты: Кристиан Сарро (фр. Christian Sarrau, саксофон), Микаэль Сэзнек (фр. Mickaël Seznec, бас) и был выпущен новый альбом An Teuz. Группа распалась в 2003, но затем участники решили восстановить её в 2007 году. В 2007 году в состав группы вошёл Бен Креак’х (фр. Ben Creac'h).

## Дискография
- 1973: Musiques et danses de Bretagne par Bleizi Ruz (Arfolk)
- 1980: Bleizi Ruz (Kerblues)
- 1984: Coz Liorzou (Pluriel)
- 1985: Klask Ar Plac’h (Pluriel)
- 1988: Pell Ha Kichen No (Adipho)
- 1991: En Concert (Shamrock Records)
- 1993: Hent Sant Jakez (Shamrock Record)
- 1996: Celtic Trip (Shamrock Records)
- 2001: An Teuz (Ciré jaune)

### Компиляции
- Celtic Folk from Brittany

## Состав
- Бен Креакʼх (бас-гитара);
- Бернар Квиллен (бомбарда, гайта, вистл);
- Гаэль Николь (биниу-коз, бомбарда, вокал);
- Дэвид Хопкинс (перкуссия, вокал);
- Кристиан Сарро (саксофон);
- Лоик ле Борне (аккордеон, саксофон, вокал);
- Эрик Лёрзу (гитара, мандола, вокал).